# Joy Kitzmiller
Joy Ellen Kitzmiller (* 12. Mai 1964 in Manhattan Beach) ist eine US-amerikanische Badmintonspielerin. 

## Karriere
Joy Kitzmiller nahm 1992 im Damendoppel und im Einzel an Olympia teil. Sie verlor dabei bei beiden Starts in der ersten Runde und wurde somit 33. im Einzel und 17. im Doppel. National gewann sie insgesamt sieben US-amerikanische Titel.

## Sportliche Erfolge
| Saison | Veranstaltung              | Disziplin   | Platz | Name                          |
| ------ | -------------------------- | ----------- | ----- | ----------------------------- |
| 1987   | USA: Einzelmeisterschaften | Dameneinzel | 1     | Joy Kitzmiller                |
| 1988   | USA: Einzelmeisterschaften | Dameneinzel | 1     | Joy Kitzmiller                |
| 1990   | USA: Einzelmeisterschaften | Damendoppel | 1     | Ann French / Joy Kitzmiller   |
| 1991   | USA: Einzelmeisterschaften | Damendoppel | 1     | Ann French / Joy Kitzmiller   |
| 1992   | USA: Einzelmeisterschaften | Dameneinzel | 1     | Joy Kitzmiller                |
| 1992   | USA: Einzelmeisterschaften | Damendoppel | 1     | Ann French / Joy Kitzmiller   |
| 1992   | Olympia                    | Dameneinzel | 33    | Joy Kitzmiller                |
| 1992   | Olympia                    | Damendoppel | 17    | Linda French / Joy Kitzmiller |
| 1994   | USA: Einzelmeisterschaften | Dameneinzel | 1     | Joy Kitzmiller                |